# Улица Степана Разина (Владикавказ)
Улица Степана Разина — улица во Владикавказе, Северная Осетия, Россия. Улица располагается в Иристонском муниципальном округе Владикавказа между улицами Академика Шёгрена и Гудованцева. Начинается от улицы Академика Шёгрена.

## Расположение
Улицу Степана Разина пересекают улицы Лермонтовская, Пушкинская, Декабристов, Народов Востока и Пионеров.
От улицы Степана Разина начинается улица Городовикова.
По нечётной стороне улицы Степана Разина в границах пересечения с улицами Академика Шёгрена и Пушкинской находится северная сторона Комсомольского парка. На пересечении с улицами Пионеров и Городовикова по чётной стороне улице находится северная сторона Иноверческого кладбища.

## История
Улица названа в память атамана донских казаков и руководителя крестьянского восстания Степана Разина.
Улица образовалась во второй половине XIX века и впервые была отмечена как «Кладбищенская улица» на Плане областного города Владикавказа Терской области от 1911 года. Своё наименование получило от располагавшегося рядом Иноверческого (мусульманского) кладбища. Упоминается под этим же названием в Перечне улиц, площадей и переулков от 1911 и 1925 годов.
3 июня 1952 года Дзауджикауский горсовет переименовал Кладбищенскую улицу в «Улицу Степана Разина».